# Škoda 120 S
Škoda 120 S (typ 728) – limitowana seria sportowych samochodów produkowana na bazie podstawowego modelu Škoda 110 w latach 1971–1974.
Škoda 120 S pojawiła się na rynku w 1971. Jej podstawowa wersja posiadała silnik o pojemności 1172 cm³ i mocy 64 KM przy 5250 obr./min. Samochody te przystosowano do udziału w rajdach, a moc silnika zwiększono nawet do 120 KM. W krótkim okresie produkcji wyprodukowano zaledwie 100 egzemplarzy tych sportowych pojazdów.

## Wymiary
- Długość: 3970 mm
- Szerokość: 1620 mm
- Wysokość: 1380 mm
- Rozstaw osi: 2400 mm
- Rozstaw kół (przód / tył): 1280 / 1250 mm

## Silniki
| Model        | Pojemność silnika | Stopień kompresji | Moc silnika               | Moment obrotowy           |
| ------------ | ----------------- | ----------------- | ------------------------- | ------------------------- |
| 120 S        | 1172 cm³          | 9,4               | 64 KM przy 5250 obr./min  | 91 Nm przy 4000 obr./min  |
| 120 S Rallye | 1297 cm³          | 11,3              | 120 KM przy 7000 obr./min | 107 Nm przy 5000 obr./min |